# London Underground 1972 Tube Stock
Der London Underground 1972 Tube Stock (oder auch kurz nur 72 Tube Stock) ist eine Baureihe elektrischer Triebwagen, die zurzeit auf der Londoner Bakerloo Line eingesetzt wird. Entsprechend den bei London Underground üblichen Konventionen leitet sich die Bezeichnung aus dem geplanten Jahr der Indienststellung (1972) ab.

## Geschichte
Eine erste Serie – genannt 1972 Mk.I Tube Stock – wurde für die Northern Line bei Metro-Cammell bestellt, da sich durch einen Streik der Mitarbeiter in der Werkstatt Acton Works der Zustand der dort eingesetzten Züge des 1938 Tube Stock zunehmend verschlechterte, sodass diese ersetzt werden mussten. Die auf der Piccadilly Line durch die Bestellung des 1973 Tube Stock frei werdenden 76 Züge des 1959 Tube Stock reichten jedoch nicht zum Betrieb der Northern Line aus, so kam es zur Bestellung des 1972 Mk.I Tube Stock. Der Erste von 30 bestellten Zügen wurde am 27. Februar 1972 in Dienst gestellt, die anderen Züge folgten bis Juni 1973. Eine zweite Serie von 33 Zügen folgte und ist als 1972 Mk.II Tube Stock bekannt. Die Bestellung der zweiten Serie wurde hauptsächlich aus politischen Gründen vorgenommen, da der Hersteller Metro-Cammell durch einen Mangel an Aufträgen Gefahr lief insolvent zu werden. Es wurden zwar Fahrzeuge für die künftige Fleet Line (später umbenannt in Jubilee Line) benötigt, diese sollte jedoch nach ursprünglichen Planungen erst 1977 eröffnet werden, die ersten Züge der zweiten Serie wurden aber schon am 19. November 1973 in Dienst gestellt und waren damit für die Fleet Line viel zu früh, so dass diese Fahrzeuge vorerst auch auf der Northern Line eingesetzt wurden.
Die Züge der ersten Serie sind heute weitgehend außer Dienst gestellt, da sie durch Fahrzeuge des 1995 Tube Stock ersetzt wurden, nur einzelne Fahrzeuge wurden dem 1967 Tube Stock bzw. der zweiten Serie angeglichen und gehören nun zu deren Flotten. Von der ersten Serie erhielten daher auch nur drei Züge die, ursprünglich für beide Serien vorgesehene, Modernisierung. Diese Züge gehören heute jedoch zur Flotte des 1972 Mk.II Tube Stock. Die Modernisierung dieser drei Züge und der zweiten Serie erfolgte von 1991 bis 1995 durch die Tickford Rail Ltd. Der Ersatz des 1972 Mk.II Tube Stock ist derzeit für das Ende der 2020er Jahre vorgesehen.

## Zugbildung und Details
Die Züge des 1972 Tube Stock ähneln in vielen Details der Vorgängerbaureihe, dem 1967 Tube Stock, daher war es auch relativ einfach möglich einzelne Fahrzeuge für den Einsatz mit dem 1967 Tube Stock auf der Victoria Line anzupassen. Ein Unterschied liegt im Verzicht auf die Ausrüstung für Automatic Train Operation (den automatisierten Fahrbetrieb). Die Züge werden manuell gefahren und hatten ursprünglich noch einen Arbeitsplatz für einen sogenannten Guard (Türwächter). Die Züge des 1972 Tube Stock sind mit sieben Wagen auch einen Wagen kürzer als Züge des 1967 Tube Stock mit seinen acht Wagen. Daraus resultiert auch eine vom 1967 Tube Stock abweichende Zugbildung. Ein Zug des 1972 Tube Stock besteht dabei aus je einer 4-Wagen- und einer 3-Wagen-Einheit. Eine 4-Wagen-Einheit hat dabei an jedem Ende einen Driving Motor Car (DM) und in der Mitte zwei Trailer Cars (T), während eine 3-Wagen-Einheit aus einem Driving Motor Car, einem Trailer Car und einem Uncoupling Non-Driving Motor Car (UNDM) besteht. Für einen kompletten Zug ergibt sich so die Wagenreihung DM-T-T-DM-UNDM-T-DM. Ein Driving Motor Car ist dabei mit Führerstand und Antriebsmotoren ausgestattet, ein Uncoupling Non-Driving Motor Car hat zwar auch Antriebsmotoren, jedoch keinen vollwertigen Führerstand, sondern lediglich einen Rangierfahrschalter um das Rangieren in den Betriebshöfen zu ermöglichen. Ein Trailer Car hat weder Antrieb noch Führerstand.
Ein Sonderfall ist die vierteilige Einheit mit dem Driving Motor Car 3299, die abweichend von allen anderen vierteiligen Einheiten statt eines zweiten Motorwagens einen Uncoupling Non-Driving Motor Car führt. Grund für diese abweichende Reihung ist die Tatsache, dass nach einem Unfall ein Motorwagen mit Führerstand fehlte, jedoch noch ein Motorwagen ohne Führerstand zur Verfügung stand. Um diese Einheit direkt erkennen zu können, erhielten die verwendeten Wagen die Nummern 3299 (DM), 4299 (T), 4399 (T) und 3399 (UNDM), die deutlich von den Nummern in den üblichen Bereichen abweichen.
Die Fahrzeuge der ersten Serie wurden noch mit unlackierten Aluminium-Wagenkästen und Türen ausgeliefert, bei den Wagenkästen wurde dies auch in der zweiten Serie beibehalten, jedoch erhielten die Türen hier bereits rote Farbe. Heute sind nach ihrer Modernisierung alle noch im Betrieb stehenden Fahrzeuge in den London-Underground-Farben (Führerstand und Türen rot, Wagenkasten weiß mit blauen Streifen am Boden) lackiert. Außerdem hatte der 1972 Mk.I Tube Stock eine Anzeige für die dreistellige Zugnummer in der Fronttür unter dem Fenster, im 1972 Mk.II Tube Stock wurde diese im von außen linken Führerstandsfenster untergebracht. Trotz ihrer Ähnlichkeit konnten Einheiten aus der ersten und zweiten Serie bis 1983 nicht zu einem Zug gekuppelt werden.

## Einsatz

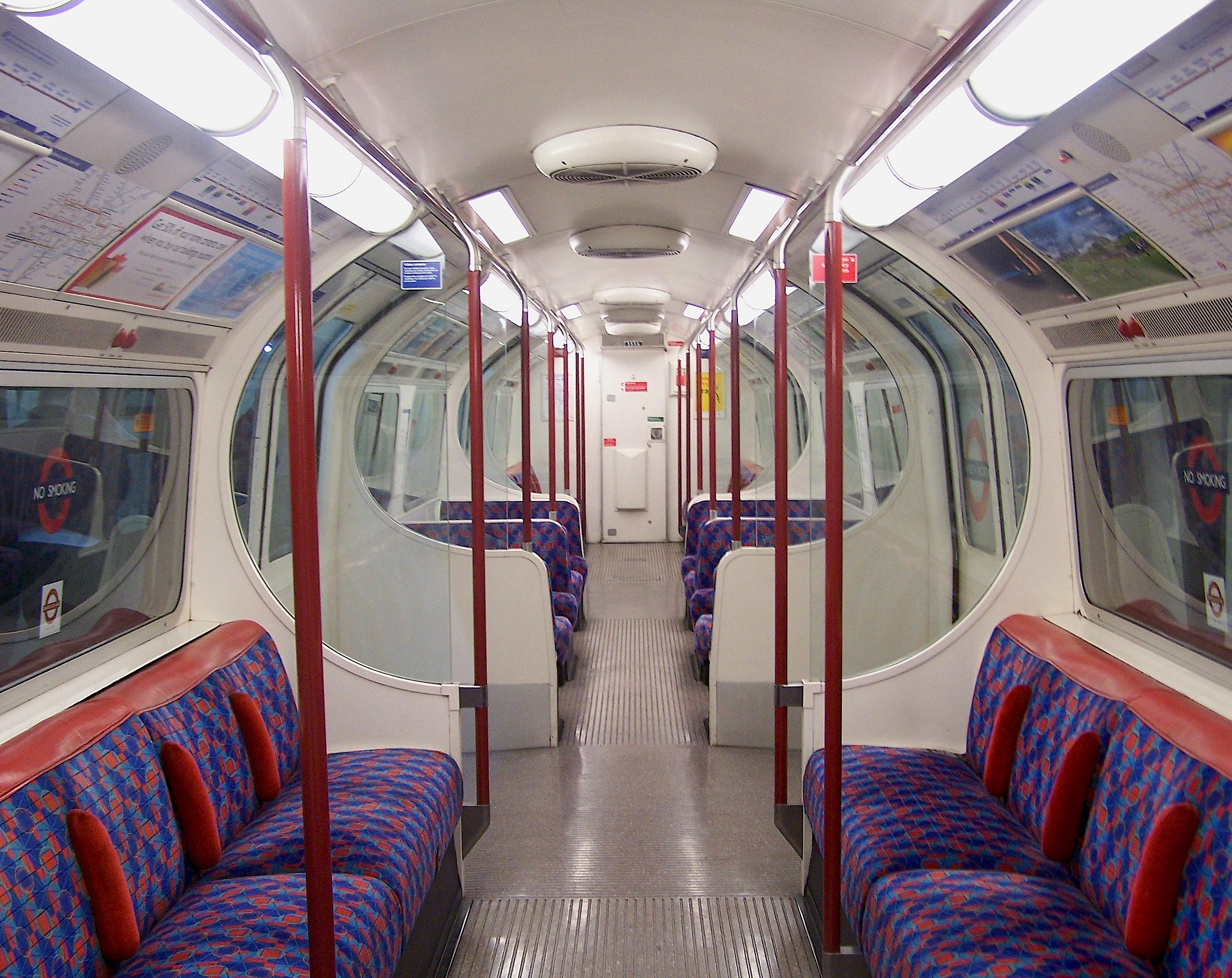
Innenraum einer 1972 Tube Stock

Die Fahrzeuge der ersten Serie wurden wie geplant auf der Northern Line eingesetzt, auch die Fahrzeuge der zweiten Serie kamen zuerst auf der Northern Line zum Einsatz um den Ersatz der alten Wagen vom Typ 1938 Tube Stock zu beschleunigen. Ab 1977 wurden die Züge der zweiten Serie zur Bakerloo Line versetzt, um die Übergabe der Zweigstrecke nach Stanmore an die neue Jubilee Line vorzubereiten. Mit Eröffnung der Jubilee Line kamen die Fahrzeuge der zweiten Serie vorerst nur auf dieser Linie zum Einsatz. Nach Fahrplankürzungen kamen einzelne Wagen im Jahr 1983 wieder zur Northern Line. Mit dem Eintreffen der ersten Lieferung des 1983 Tube Stock wurden auf der Jubilee Line 14 Züge des 1972 Mk.II Tube Stock frei, die zurück zur Northern Line verschoben wurden. Die auf der Northern Line eingesetzten Züge der zweiten Serie kamen später wieder zurück auf die Bakerloo Line, die restlichen Züge dieser Serie kamen dann 1989 auch zur Bakerloo Line, nachdem die zweite Lieferung des 1983 Tube Stock eingetroffen war.
Die Züge der ersten Serie wurden im Jahre 1999 ausgemustert und durch den 1995 Tube Stock ersetzt, wobei einzelne Fahrzeuge nach Umbauten zu den Flotten des 1967 Tube Stock bzw. 1972 Mk.II Tube Stock gehören. Vom 1972 Mk.II Tube Stock stehen 36 Züge (mit Umbauten aus der ersten Serie) noch auf der Bakerloo Line im Dienst.